# Национальная библиотека имени Хосе Марти
Национальная библиотека имени Хосе Марти (исп. la Biblioteca Nacional "José Martí") — государственная библиотека, расположенная в городе Гавана (у площади Революции).
Исторически является крупнейшей библиотекой в стране.

## История
Библиотека была создана в 1901 году и официально открыта 18 октября 1901 года. На протяжении первых пятидесяти лет существования финансирование учреждения было скудным.
В 1902–1938 гг. находилась в помещении старых артиллерийских мастерских, затем до 1958 года — в здании Кастильо де ла Фуэрца.
В начале 1950-х годов фонды библиотеки насчитывали около 250 тыс. томов.
28 января 1952 года по проекту архитектурного бюро «Govantes & Cabarrocas» началось строительство нового здания библиотеки, в 1957 году строительство было завершено, и в июне 1957 года библиотека начала работу в новом здании. После победы Кубинской революции в 1959 году в стране началось создание новых библиотек, и часть фондов столичных библиотек была выделена на укомплектование провинциальных библиотек. В том же 1959 году в учреждении началась работа над подготовкой к изданию кубинской национальной библиографии (в 1960 году был выпущен первый том, включающий сведения за 1917-1920 гг.).
В 1965 году фонды библиотеки насчитывали 800 тыс. единиц хранения (в это число входили не только книги, но и географические карты, иллюстрации и др.).
В 1975 году фонды библиотеки насчитывали около 550 тысяч томов, также имелся каталог технических изданий.
В середине 2000-х годов фонды библиотеки насчитывали около 2,6 млн. томов на испанском, латинском и других языках (в том числе, свыше 22 тыс. рукописей и 17 инкунабул).

## Современное состояние
Библиотека является главным звеном национальной сети библиотек (координирует деятельность 200 других библиотек страны), здесь регулярно проходят тематические семинары, книжные и художественные экспозиции, торжественные и праздничные мероприятия, а также мероприятия для детей и молодёжи.
Библиотека издаёт библиографический журнал "Revista" и библиографические пособия.